# Ferdinand Falco

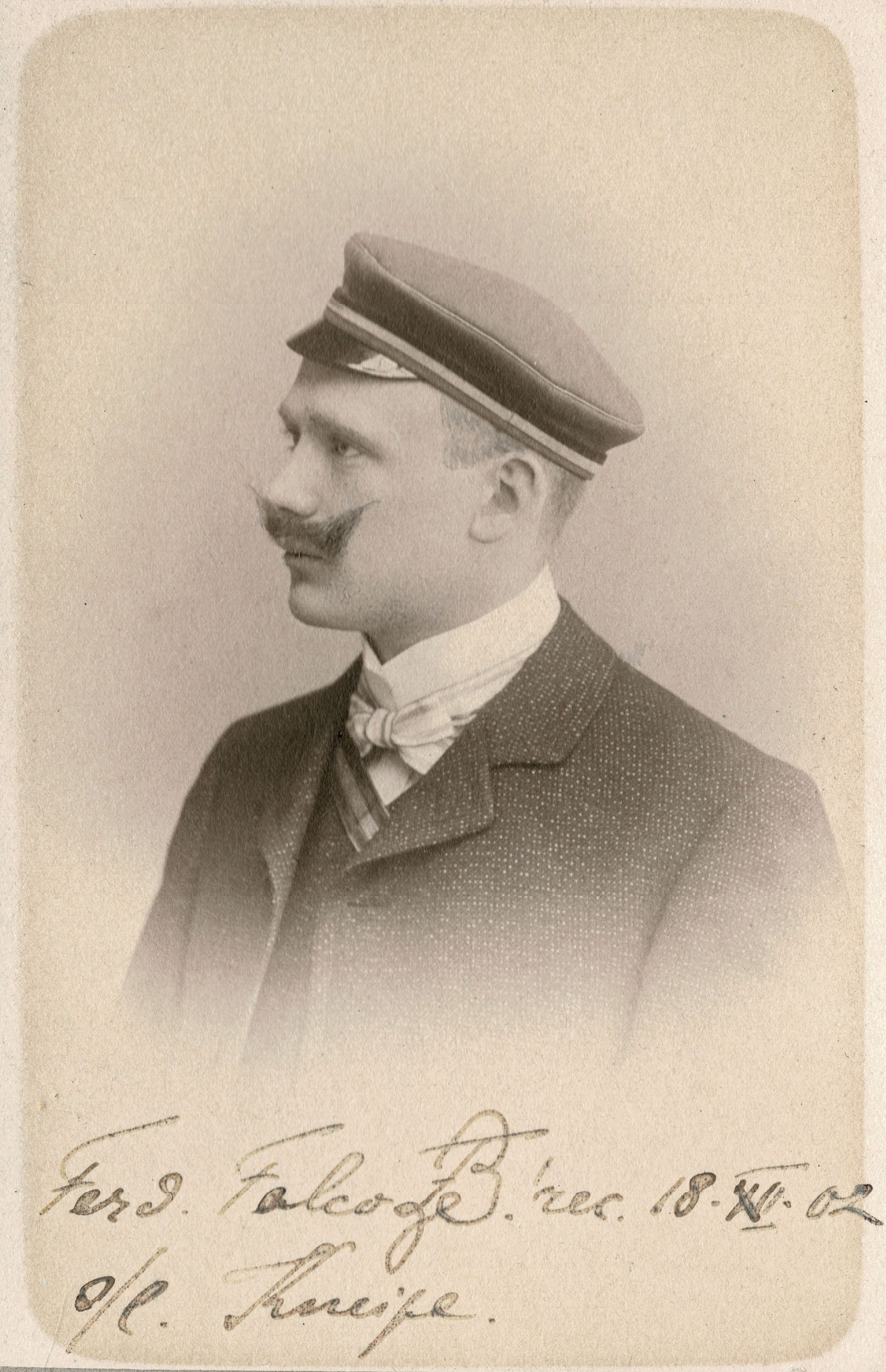
Ferdinand Falco

Ferdinand Ludwig Falco (* 23. Mai 1879 in Augsburg; † 13. November 1948 in Mörlenbach) war ein deutscher Industriechemiker.

## Leben
Nach dem Abitur am humanistischen Gymnasium in Erlangen studierte Falco an der Universität Erlangen anorganische und organische Chemie. Von seinem Vater eingeführt, wurde er 1902 Mitglied des Corps Baruthia. Dreimal zeichnete er sich als Consenior aus. Das Examen bestand er mit Auszeichnung, obwohl er die Erste Charge versehen hatte. 1909 wurde er zum Dr. phil. promoviert. Anschließend war er als geprüfter Nahrungsmittelchemiker und Apotheker 1. Assistent am chemischen Laboratorium Erlangen. Von 1910 bis 1915 übte er die Tätigkeit eines Betriebsleiters bei Bayer in Leverkusen aus. 1915 wurde er zum Vorstandsmitglied der Wasserreinigung AG Triton in Berlin berufen. Seine Hauptarbeitsgebiete waren dort die Abwasserbeseitigung des Militärlagers Döberitz und die Wasserversorgung der Pulverfabrik Plaue. 1916 wurde er zum Betriebsinspektor des Eifeler Sprengstoffwerkes des Waffen- und Munitionsbeschaffungsamtes ernannt, wo er eine Vervielfachung der Sprengstoffproduktion erreichte. Er wechselte 1917 zur Chemischen Fabrik Rhenania in Aachen und wurde Betriebsdirektor einer Phosphatfabrik in Obourg in Belgien. Er erhielt das Verdienstkreuz für Kriegshilfe. Nach dem Ersten Weltkrieg wurde er Direktor des Phosphorwerkes der Rhenania AG in Brunsbüttelkoog und Mitglied des Reichs-Phosphorsäure-Ausschusses. 1924 wurde er zum Vorstandsmitglied und technischen Direktor der Hartkortschen Bergwerke und chemischen Fabriken AG in Gotha berufen. 1928 bei der Fusion mit der Sachtleben AG nahm er einen Management-Buy-out einiger Betriebe vor, die er seitdem neben seiner bisherigen Funktion als Gesellschafter und Geschäftsführer unter dem Namen Dr. F. Falco  Co., Schutzanstrich- und Baudichtungsmittel-GmbH mit Sitz in Ladenburg am Neckar weiterführte. Zuletzt lebte er in Ludwigshafen. In der Zeit des Nationalsozialismus übernahm er die Führung einer Kameradschaft der Bayreuther. Nach dem Krieg musste er einige Jahre hinter Stacheldraht verbringen.